# Fontiès-d’Aude
Fontiès-d’Aude település Franciaországban, Aude megyében. Lakosainak száma 555 fő (2022. január 1.). Fontiès-d’Aude Carcassonne, Floure, Montirat, Monze és Trèbes községekkel határos.

## Népesség
A település népessége az elmúlt években az alábbi módon változott:
| Lakosok száma | 311  | 281  | 336  | 399  | 414  | 463  | 481  | 514  | 523  | 555  |
|               | 1968 | 1982 | 1990 | 2006 | 2013 | 2015 | 2017 | 2019 | 2020 | 2022 |